# Институт за държавата и правото
Институтът за държавата и правото е научно звено в научно-изследователското направление по човек и общество на Българската академия на науките. Институтът извършва фундаментални, приложни и интердисциплинарни изследвания в основните области на правото с цел утвърждаване на върховенството на закона и правовата държава и повишаване на правната култура на гражданите.
Приоритетите в дейността на института са:
- подпомагане на законотворческата функция на държавата;
- подпомагане на дейността на правораздавателните и административните органи;
- хармонизиране на българското право с това на Европейския съюз;
- прилагане на правото в защита на правата на гражданите.